# Kleť Observatoriet
Kleť Observatoriet (tjekkisk: Hvězdárna Kleť) er et astronomisk observatorium i Tjekkiet. Det ligger i regionen Sydbøhmen, syd for toppen at bjerget Kleť, nær byen České Budějovice. Observatoriet blev opført i 1957 og ligger i en højde af 1070 meter over havet og har omtrent 150 skyfrie nætter om året.

## Astronomer
Astronomen Antonín Mrkos arbejdede her i perioden 1966-1991.
De to ledende astronomer, der for tiden arbejder ved Kleť er Jana Tichá og hendes mand Miloš Tichý.

## Instrumenter
Observatoriet har to primære teleskoper:
- 1,06-m KLENOT teleskop (siden 2002)
- 0,57-m f/5,2 reflektor (siden 1993)

## Asteroider
Asteroiden 5583 Braunerova blev opdaget af Antonin Mrkos ved Kleť i 1989. Asteroiden 7796 Járacimrman blev genopdaget ved Kleť den 16. januar 1996 af Zdeněk Moravec og fik betegnelsen 1996 BG. Den blev observeret indtil april 1996 og derefter igen i juni og juli 1997. Man opdagede, at den var en savnet asteroide, som tidligere var blevet set to gange ved Osservatorio Astronomico di Brera i Norditalien den 12. december 1973 og ved Siding Spring Observatory i Australien den 8. og 9. juli 1990. Asteroiden 4250 Perun (Zdeňka Vávrová, 1984) er ligeledes opdaget her.